# Apogon piżamka
Apogon piżamka (Sphaeramia nematoptera) – gatunek ryby z rodziny apogonowatych (Apogonidae).

## Występowanie
Zachodni Ocean Spokojny od Jawy na wschód po Fidżi na zachód i od Wielkiej Rafy Barierowej na południe po Wyspy Riukiu na północ. Niedawno odnotowany na Wyspach Tonga.
Żyje na rafach koralowych, w zacisznych zatokach i lagunach na głębokości 1–14 m. W dzień przebywa w grupach między gałęziami koralowców z gatunków Porites nigrescens i Porites cylindrica, w nocy stadka rozpraszają się w poszukiwaniu pokarmu.

## Cechy morfologiczne
Dorasta do 8,5 cm długości. Wzdłuż linii bocznej 24 łuski, oraz 26–27 otworów. Na pierwszym łuku skrzelowym 32–37 wyrostków filtracyjnych, około 7 na górze i 27 na dole. W płetwach grzbietowych 7–8 kolców i 9 miękkich promieni, w płetwie odbytowej 2 kolce i 9–10 miękkich promieni. W płetwach piersiowych po 12–14 promieni.
Ubarwienie charakterystyczne. Przez środek ciała biegnie szeroka, czarna, poprzeczna pręga, tył ciała jasny z okrągłymi brązowymi plamkami, przód ciała żółty, tęczówka czerwona.

## Odżywianie
Żeruje nocą, żywi się fauną denną.

## Rozród
W czasie tarła poszczególne osobniki dobierają się w pary. Ikra jest przechowywana w pysku.

## Znaczenie
Chętnie hodowany w akwariach.